# Grunewaldkirche
Die Grunewaldkirche ist eine evangelische Kirche im Berliner Ortsteil Grunewald des Bezirks Charlottenburg-Wilmersdorf. Der in spätgotischer Form errichtete Werksteinbau wurde im Zweiten Weltkrieg stark beschädigt. Von 1956 bis 1959 erfolgte die Wiederherstellung der kriegsbeschädigten Kirche in mehreren Abschnitten durch den Architekten Georg Lichtfuß. Die Kirche steht unter Denkmalschutz.

## Geschichte
Die Villenkolonie Grunewald wurde am 1. April 1899 zur selbstständigen Landgemeinde erhoben. In dem vornehmen und wohlhabenden Villenvorort regte sich der Wunsch nach einem eigenen Gotteshaus. Die Kurfürstendamm-Gesellschaft stellte als Bauplatz ein dreieckiges Grundstück im Knie der Bismarckallee zur Verfügung, ferner 150.000 Mark für den Kirchenbau (kaufkraftbereinigt in heutiger Währung: rund 1.264.000 Euro). Im Jahr 1901 wurde ein Architektenwettbewerb ausgelobt, bei dem spätgotische Formen unter Verwendung von Haustein zur Bedingung gemacht wurden. 45 Entwürfe wurden eingeliefert; zwei davon, die nach Ansicht des Preisgerichts dem ländlichen Charakter des Ortes gerecht wurden, erhielten ein Preisgeld von je 2.000 Mark. Von diesen beiden wurde der des Architekten Philipp Nitze (1873–1946) – zu dieser Zeit in Halle (Saale) tätig, seit 1903 in Berlin – zur Ausführung bestimmt. Der erste Spatenstich erfolgte im Juli 1902, im August 1903 war der Turmbau vollendet und im Dezember 1903 waren die eigentlichen Bauarbeiten fertiggestellt. Nun folgte die Ausstattung des Innenraums. Durch Stiftungen von Gemeindemitgliedern kamen weitere 54.000 Mark für Orgel, Glocken und Fenster zusammen. Mit dem Einbau einer Sauer-Orgel war die Innenausstattung fertiggestellt, sodass die feierliche Einweihung der Kirche stattfinden konnte.
Im Jahr 1921 wurde hier Dietrich Bonhoeffer konfirmiert. Bei einem Luftangriff im Zweiten Weltkrieg wurde die Kirche schwer beschädigt, als eine Luftmine das Dach wegriss. Ab 1949 wurde die Kirche wiederhergestellt, allerdings in vereinfachter Form, und am 12. April 1959 neu eingeweiht.

## Gebäude

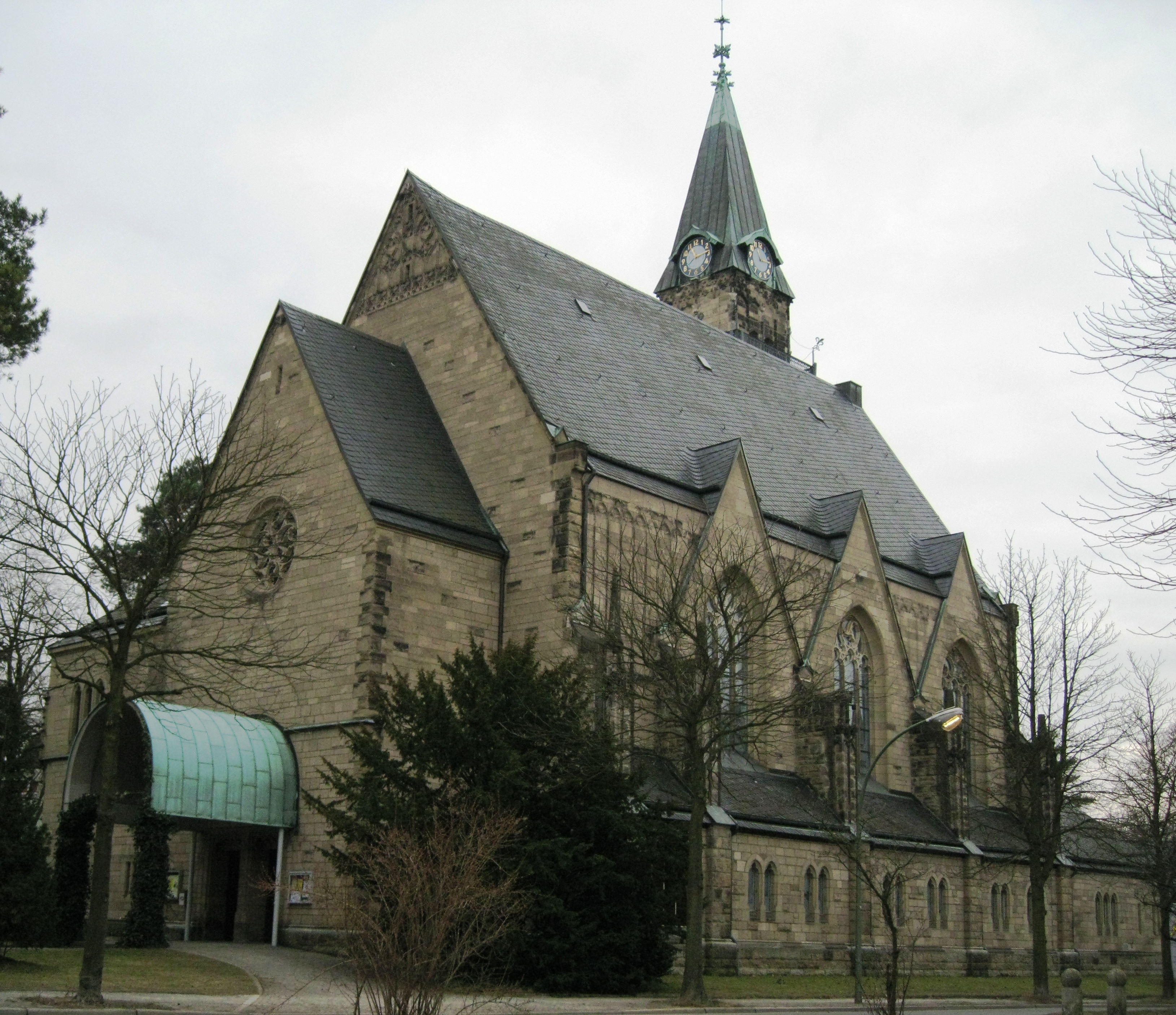
Grunewaldkirche mit Eingang

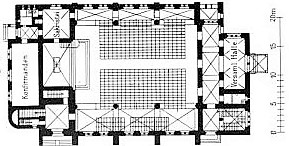
Grundriss 1904

Auf einem kleinen Dreieckplatz wurde eine rechteckige, dreischiffige Hallenkirche mit unterschiedlich breiten Seitenschiffen errichtet. Die Altarapsis ist ebenfalls rechteckig. Der quadratische Turm befindet sich seitlich zwischen Kirchenschiff und Altarapsis. Symmetrisch zum Turm liegt die Sakristei. Abweichend von dem seinerzeit üblichen Backstein, wurde passend zum Villencharakter der Umgebung, gelbgrauer Tuff und grüner und blauer Mainsandstein verwendet. Die Kirche mit ihren frühgotischen Formen wurde zum Mittelpunkt der umliegenden Villenbebauung. Die künstlerische Ausgestaltung haben der Bildhauer Otto Richter, der Maler Hans Seliger, der Glasmaler August Oetken und der Kunstschmied Paul Golde vorgenommen. Bei der Wiederherstellung der Kirche, die in mehreren Abschnitten erfolgte, ersetzte Architekt Georg Lichtfuß von 1956 bis 1959 den ursprünglich gotisch gestalteten Eingangsvorbau durch eine einfache, kupfergedeckte Halbtonne auf zwei schlanken Stützen.

Die Grunewaldkirche nach der Einweihung 1904
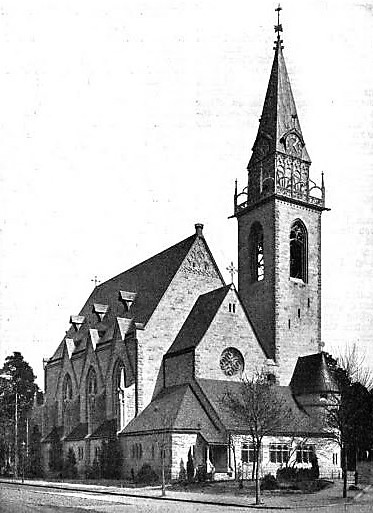
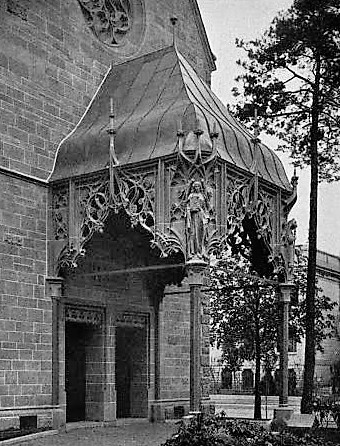
Vorhalle (zerstört)
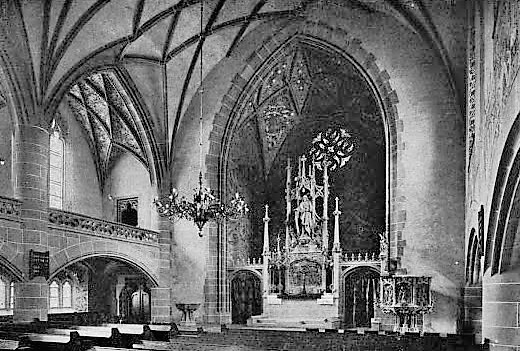
Blick zum Altar
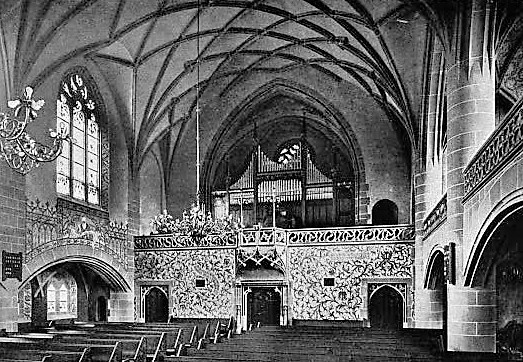
Blick zur Orgel
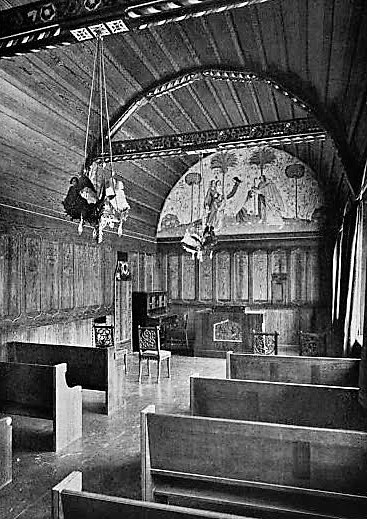
Konfirmandensaal

Die Mauerflächen des Kirchenschiffs im Innern sind hell verputzt, nur die Pfeiler, die Maßwerke der Fenster und die Umrahmung des Triumphbogens, der den Chor vom Kirchenschiff trennt, sind aus grauem Sandstein ausgeführt. Steinern sind auch die Brüstungen der Emporen. Über dem Schiff spannt sich heute anstatt des vormaligen dreijochigen Sterngewölbes ein Tonnengewölbe, das aus Rabitz besteht und in die Dachkonstruktion eingehängt wurde und in das die Stichkappen hineinragen. Der Chor wird von einem spitzbogigen Gewölbe überdeckt. Einzig die Arkadengänge sowie die Seitenempore besitzen ein Kreuzrippengewölbe.

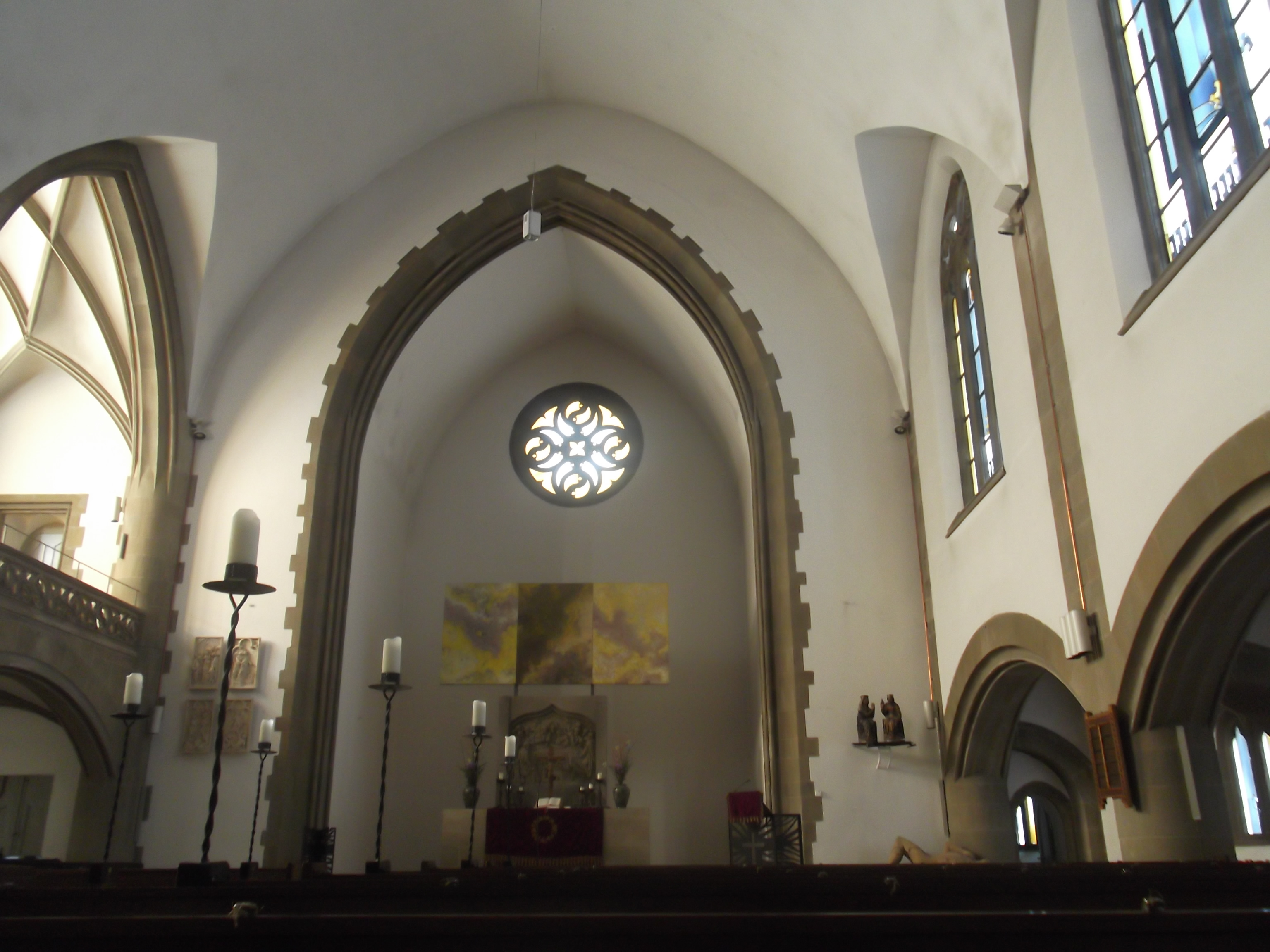
Kirchenschiff mit Altar

Die Kirche besaß bis zu ihrer Zerstörung im März 1943 sechs Antikglasfenster mit Glasmalereien. Sie wurden zunächst schmucklos notverglast und zwischen 1993 und 2000 durch neu gestaltete Fenster nach Entwürfen von Johannes Schreiter ersetzt. Von der ursprünglichen Kanzel, die wie auch die heutige auf der rechten Seite des Chorbogens stand, war der Unterbau erhalten geblieben, nicht aber der Kanzelkorb mit den Reliefs. Das Pendant zur Kanzel, das Taufbecken auf der gegenüberliegenden Seite, hatte den Krieg wenngleich angeschlagen überstanden.
Das Ölgemälde in der Eingangshalle, das Karl den Großen vermutlich mit Papst Leo III. und zwei Bischöfen zeigt, stammt von Julius Schrader. An der Innenseite der mittleren Tür im Kirchenschiff ist ein Portal gestaltet, das aus einem Relief in einer oberen dreieckigen Bekrönung besteht sowie aus zwei weiblichen Figuren, rechts und links neben der Portalöffnung. Bei dem Relief handelt es sich um die Szene der Auferstehung Jesu Christi.
In den 1950er und 1960er Jahren wurde die Kirche auch als Aufnahmeort für Schallplatten verwendet, u. a. von Capitol Records bzw. nach deren Übernahme von der EMI oder der Deutschen Grammophon. Hier entstanden 1956 mit dem Tonmeister Peter K. Burkowitz die ersten Stereo-Aufnahmen mit den Berliner Philharmonikern unter Leopold Stokowski. Andere Orchester, wie das der Deutschen Oper Berlin oder die Berliner Symphoniker, und Dirigenten, wie etwa Herbert von Karajan, Giuseppe Patané oder Horst Stein benutzten die Kirche ebenfalls als Aufnahmestudio.

## Glocken
Im Turm hängen vier Bronzeglocken:
| Schlagton | Gussjahr | Glockengießerei         | Gewicht (kg) | Durchmesser (cm) | Höhe (cm) | Krone (cm) | Inschrift                                                                          |
| --------- | -------- | ----------------------- | ------------ | ---------------- | --------- | ---------- | ---------------------------------------------------------------------------------- |
| bo        | 1959     | Petit & Gebr. Edelbrock | 3000         | 164              | 135       | 27         | O LAND, LAND, LAND, HÖRE DES HERRN WORT +                                          |
| des′      | 1959     | Petit & Gebr. Edelbrock | 1900         | 135              | 120       | 22         | SUCHET MICH, SO WERDET IHR LEBEN +                                                 |
| f′        | 1959     | Petit & Gebr. Edelbrock | 0850         | 106              | 090       | 19         | –                                                                                  |
| as′       | 1934     | Franz Schilling         | 0430         | 082              | 068       | 17         | GLAUBET AN DAS LICHT, DIEWEILGE IHR ES HABT, AUF DASS IHR DES LICHTES KINDER SEID. |

## Orgel
Die erste Orgel, gebaut von der Firma Sauer aus Frankfurt (Oder), wurde durch die Kriegseinwirkungen von 1943 nahezu vollkommen zerstört. Die Orgel wurde 1967 von Karl Schuke (Berlin) erbaut. Das Instrument ist in Anlehnung an barocke Orgel disponiert. Es hat 51 Register auf drei Manualen und Pedal. Die Spieltrakturen und Koppeln sind mechanisch, die Registertrakturen sind elektrisch.
| I Unterwerk C–g3 |                 |        |
| 01.              | Quintadena      | 8′     |
| 02.              | Gedackt         | 8′     |
| 03.              | Blockflöte      | 4′     |
| 04.              | Nasat           | 2 ⁄3′  |
| 05.              | Praestant       | 2′     |
| 06.              | Waldflöte       | 2′     |
| 07.              | Terz            | 1 3⁄5′ |
| 08.              | Quinte          | 1 ⁄3′  |
| 09.              | Sifflöte        | 1′     |
| 10.              | None            | 8⁄9′   |
| 11.              | Zimbel III      |        |
| 12.              | Regal praestant | 8′     |
| 13.              | Krummhorn       | 8′     |
|                  | Tremulant       |        |

| II Hauptwerk C–g3 |                  |        |
| 14.               | Quintadena       | 16′    |
| 15.               | Prinzipal        | 08′    |
| 16.               | Gemshorn         | 08′    |
| 17.               | Gedackt          | 08′    |
| 18.               | Oktave           | 04′    |
| 19.               | Rohrflöte        | 04′    |
| 20.               | Quinte           | 02 ⁄3′ |
| 21.               | Großmixtur IV–VI | 01 ⁄3′ |
| 22.               | Scharff III      | 01′    |
| 23.               | Trompete         | 08′    |

| III Schwell-Oberwerk C–g3 |             |        |
| 24.                       | Praestant   | 08′    |
| 25.                       | Rohrgedackt | 08′    |
| 26.                       | Gemsflöte   | 08′    |
| 27.                       | Schwebung   | 08′    |
| 28.                       | Prinzipal   | 04′    |
| 29.                       | Holzflöte   | 04′    |
| 30.                       | Zartgeige   | 04′    |
| 31.                       | Schwegel    | 02′    |
| 32.                       | Quintflöte  | 01 ⁄3′ |
| 33.                       | Septime     | 01 ⁄7′ |
| 34.                       | Superoktave | 01′    |
| 35.                       | Cornett V   | 08′    |
| 36.                       | Mixtur V    | 02′    |
| 37.                       | Dulzian     | 16′    |
| 38.                       | Oboe        | 08′    |
| 39.                       | Schalmey    | 04′    |
|                           | Tremulant   |        |

| Pedal C–f1 |                  |         |
| 40.        | Prinzipal        | 16′     |
| 41.        | Subbaß           | 16′     |
| 42.        | Zartbaß          | 16′     |
| 43.        | Oktave           | 08′     |
| 44.        | Gedackt          | 08′     |
| 45.        | Sesquialter II   | 05 1⁄3′ |
| 46.        | Hohlflöte        | 04′     |
| 47.        | Rauschpfeife III | 04′     |
| 48.        | Prinzipalflöte   | 02′     |
| 49.        | Mixtur V         | 02′     |
| 50.        | Posaune          | 16′     |
| 51.        | Fagott           | 16′     |
| 52.        | Posaune          | 08′     |

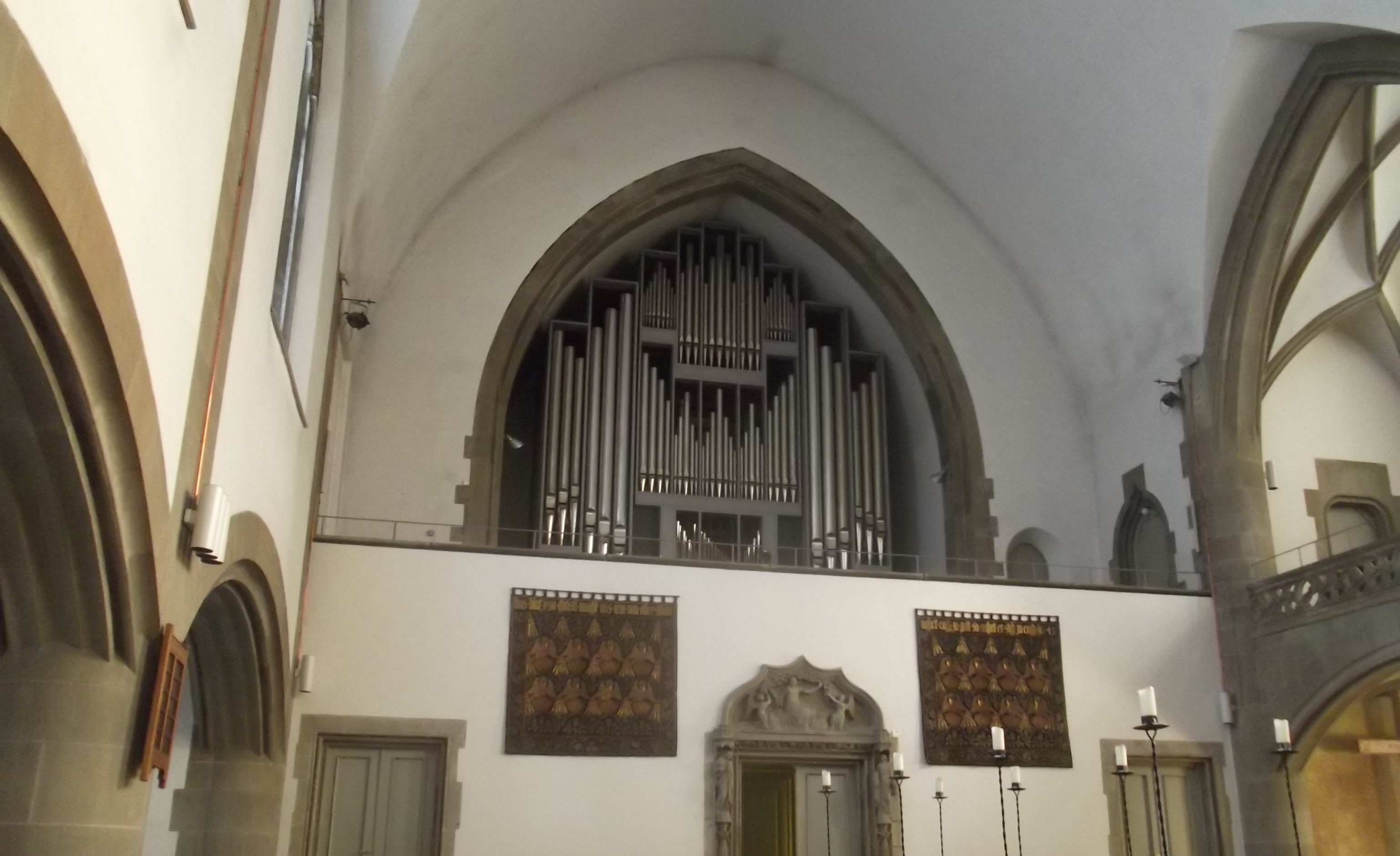
Blick zur Orgel von 1967

- Koppeln: I/II, III/II, III/I, I/P, II/P, III/P
- Spielhilfen: zwei freie Generalkombinationen, zwei freie Pedalkombinationen, Plenum, Nachtigall, Zimbelstern